# 王遂 (汉朝)
王遂（?—?），字伯纪，济南郡东平陵县（今山东省章丘市西）人，西汉政治人物。

## 家族
祖父田安是田齐末代君主齐王建之孙，项羽封为济北王。汉朝建立，田安失国，齐人称呼他家为“王家”，所以改为王姓。汉文帝、汉景帝时，居住在东平陵。
儿子王贺为绣衣直指御史，曾孙女王政君后为汉元帝皇后。
玄孙王莽。汉元帝初元四年（前45年），王莽出生。《汉书·楚元王传》载，此年王遂在济南的墓门前就生出了枝叶。新朝始建国元年（9年）王莽登基后，声称王遂墓梓柱生枝叶，是自己取代汉朝的预兆。王莽在整修了王遂墓，“使者四时致祠”。新朝建立，王莽尊王遂为济南伯王尊祢昭庙。